# NGC 2423-3 b
NGC 2423-3 b ist ein Exoplanet, der den roten Riesen NGC 2423-3 alle 714 Tage umkreist. Auf Grund seiner hohen Masse wird angenommen, dass es sich um einen Gasplaneten handelt.

## Entdeckung
Der Planet wurde mit Hilfe der Radialgeschwindigkeitsmethode von Michel Mayor et al. im Jahr 2007 entdeckt.

## Umlauf und Masse
Der Planet umkreist seinen Stern in einer Entfernung von ca. 2,1 Astronomischen Einheiten und hat eine Masse von ca. 3370 Erdmassen bzw. 10,6 Jupitermassen.